# Xylopia orientalis
Xylopia orientalis este o specie de plante angiosperme din genul Xylopia, familia Annonaceae, descrisă de Spreng.. Conform Catalogue of Life specia Xylopia orientalis nu are subspecii cunoscute.